# 韦茅斯 (多塞特郡)
韦茅斯（英語：Weymouth）位于英格兰多塞特郡，在多切斯特南面约13公里，波特兰岛北面约8公里处。韦茅斯的人口大约为5万2千人，和波特兰一起组成韦茅斯-波特兰地区。它是多塞特郡的第三大聚居地，僅次於伯恩茅斯和普爾。

## 經濟

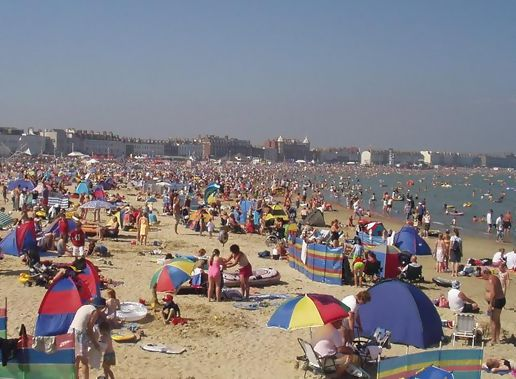
韋茅斯海灘

旅遊業是當地的支柱產業。當地的沙灘、博物館、水族館是主要的景點，鎮外還有露營地。它是世界上唯一一個舉辦過三次高桅帆船赛（1983、1987、1994）的地區

### 相册
- Dorset's Towns and Villages in 3D: Weymouth
- Photographs of Weymouth
- Pictures of Weymouth
- Weymouth Sand Sculpture Gallery
- Weymouth Views （页面存档备份，存于）